# Hrabstwo Carroll (Indiana)

Piramida wieku hrabstwa

Hrabstwo Carroll (ang. Carroll County) – hrabstwo w stanie Indiana w Stanach Zjednoczonych.

## Geografia
Według spisu z 2010 roku obszar całkowity hrabstwa obejmuje powierzchnię 375,02 mili2 (971,3 km²), z czego 372,22 mili2 (964,05 km²) stanowią lądy, a 2,80 mili2 (7,25 km²) stanowią wody. Według szacunków United States Census Bureau w roku 2012 miało 20 095 mieszkańców. Jego siedzibą administracyjną jest Delphi.

### Miasta
- Burlington
- Camden
- Delphi
- Flora
- Yeoman